# Брулин, Самуэль
Самуэль Эрик Оскар Брулин (швед. Samuel Erik Oskar Brolin; род. 29 сентября 2000, Лидчёпинг, Вестра-Гёталанд) — шведский футболист, вратарь клуба «АИК», на правах аренды выступающий за датский «Хорсенс» и моложёжной сборной Швеции.

## Клубная карьера
Футболом начал заниматься в пятилетнем возрасте в клубе «Стоксунд». В 2015 году перешёл в АИК, где стал выступать за юношеские команды клуба. В 2016 году с командой своего возраста он выиграл юношеский чемпионат Швеции, а в 2017 году занял второе место с командой до 17 лет и третье с командой до 19 лет. Первую игру в составе основной команды провёл 24 ноября 2017 года в товарищеском матче с «Соллентуной». Перед началом сезона 2018 года Брулин приглашался на просмотр в английские «Манчестер Юнайтед», «Манчестер Сити» и «Сандерленд», а также тренировался с основной командой. 27 апреля впервые попал в заявку на матч чемпионата Швеции против «Сириуса», но на поле не появился.
10 января 2019 года подписал четырёхлетнее соглашение с АИК. В конце февраля был отправлен до лета на правах аренды в «Васалунд», выступавший в первом шведском дивизионе. В его составе дебютировал 6 апреля в гостевой встрече с «Карлстадом». Уже на четвертой минуте Брулин пропустил мяч от Виктора Эдвердсена. В общей сложности голкипер провёл 16 матчей за команду, из них в двух оставил свои ворота в неприкосновенности. По окончании аренды вернулся в АИК и осеннюю часть сезона провёл на скамейке запасных, периодически выступая за юношеские команды.
27 января 2020 года на правах аренды перешёл в «Акрополис», который по итогам прошлого сезона вышел в Суперэттан. Начало нового сезона было отложено из-за пандемии, поэтому первый матч за новый клуб Самуэль провёл 16 июня против «Далькурда». Встреча завершилась нулевой ничьей. Весь сезон был основным вратарём команды, отыграв без замен все 30 матчей сезона. В итоговой турнирной таблице «Акрополис» занял пятое место.
В конце декабря 2020 года продлил контракт с АИК до конца 2023 года. Также было объявлено, что сезон 2021 года Брулин проведёт в «Мьельбю», выступающем Аллсвенскане. Впервые в футболке нового клуба появился 21 февраля в матче группового этапа кубка Швеции с его бывшей командой — «Акрополисом». 26 апреля дебютировал в чемпионате. В игре против «Эльфсборга» Самуэль вышел в стартовом составе и на 13-й минуте пропустил с пенальти единственный мяч в игре.
16 января 2023 года Самуэль Брулин отправился доигрывать сезон в «Хорсенс» на правах аренды.

## Карьера в сборной
Выступал за юношеские сборные Швеции различных возрастов. Дебютировал в составе юношеской сборной до 17 лет 30 апреля 2016 года в товарищеской встрече с Исландией.
В ноябре 2020 года был впервые вызван в молодёжную сборную на отборочные матчи к чемпионату Европы против сборных Армении и Италии, но в играх участия не принимал из-за положительного теста на COVID-19. Дебют в молодёжной сборной состоялся 3 июня 2021 года в товарищеской встрече с Финляндией, когда Брулин вышел в стартовом составе и после перерыва уступил место Оливеру Довину.

## Клубная статистика
| Выступление      | Выступление      | Выступление      | Лига | Лига | Кубки | Кубки | Конт. кубки | Конт. кубки | Итого | Итого |
| Клуб             | Лига             | Сезон            | Игры | Голы | Игры  | Голы  | Игры        | Голы        | Игры  | Голы  |
| ---------------- | ---------------- | ---------------- | ---- | ---- | ----- | ----- | ----------- | ----------- | ----- | ----- |
| → Васалунд       | Эттан            | 2019             | 16   | -23  | 0     | 0     | 0           | 0           | 16    | -23   |
| → Васалунд       | Итого            | Итого            | 16   | -23  | 0     | 0     | 0           | 0           | 16    | -23   |
| → Акрополис      | Суперэттан       | 2020             | 30   | -39  | 1     | 0     | 0           | 0           | 31    | -39   |
| → Акрополис      | Итого            | Итого            | 30   | -39  | 1     | 0     | 0           | 0           | 31    | -39   |
| → Мьельбю        | Аллсвенскан      | 2021             | 8    | -8   | 1     | -1    | 0           | 0           | 9     | -9    |
| → Мьельбю        | Итого            | Итого            | 8    | -8   | 1     | -1    | 0           | 0           | 9     | -9    |
| Всего за карьеру | Всего за карьеру | Всего за карьеру | 54   | -70  | 2     | -1    | 0           | 0           | 56    | -71   |